# Moitessieria simoniana
Moitessieria simoniana es una especie de molusco gasterópodo de la familia Hydrobiidae en el orden Mesogastropoda.

## Distribución geográfica
Se encuentra en Francia y España.